# Wells (New York)
Pour les articles homonymes, voir Wells.
Wells est une ville située dans le comté de Hamilton, dans l'État de New York, aux États-Unis,. En 2010, elle comptait une population de 674 habitants.

## Démographie
Lors du recensement de 2010, la ville comptait une population de 674 habitants. Elle est estimée, en 2016, à 638 habitants.